# Falk Bauer
Falk Bauer (* 1967 in Stuttgart) ist ein deutscher Kostümbildner.

## Leben
Falk Bauer studierte Kostümdesign an der Hochschule für Angewandte Wissenschaften in Hamburg und arbeitete danach als Assistent von Marianne Glittenberg am Thalia Theater. 

## Schaffen
Seit 1994 ist er als Kostümbildner für Oper, Schauspiel und Musical tätig. Im Bereich Schauspiel arbeitete er unter anderem am Schauspielhaus Zürich und am Akademietheater in Wien. Seine erste Arbeit für die Oper war 1996 eine Tosca-Produktion an De Nederlandse Opera, inszeniert von Nikolaus Lehnhoff.
Bauer arbeitete und arbeitet u. a. mit Regisseuren wie Sven-Eric Bechtolf, Dieter Giesing, Jürgen Flimm, Amélie Niermeyer, Niels-Peter Rudolph oder Joachim Schlömer. Enge Zusammenarbeit verbindet ihn seit 1996 mit Günter Krämer, für dessen Salzburger Festspiel-Inszenierungen von Die Liebe der Danae (2002) und Mitridate, re di Ponto (2005) er die Kostüme gestaltete. Mit Krämer arbeitete Bauer unter anderem auch am Nationaltheater Mannheim und beim Mannheimer Mozartsommer, an den Staatsopern von Dresden und Wien, sowie für einen kompletten Ring des Nibelungen an der Opéra National de Paris mit Philippe Jordan am Pult. Neben klassischen Repertoirestücken – wie La clemenza di Tito, Nabucco oder Die Fledermaus – umfasste die Zusammenarbeit auch Raritäten, wie Alessandro von Gian Francesco de Majo oder Othmar Schoecks Penthesilea. Auch im Schauspielbereich verpflichtete ihn Krämer regelmäßig, so für alle drei Theaterstücke Georg Büchners.
Bauer gestaltete auch die Kostüme für zwei Robert-Carsen-Inszenierungen, die an zahlreichen Bühnen Europas und Nordamerikas zu sehen waren: Ariadne auf Naxos in Berlin, München und Kopenhagen, sowie Dialogues des Carmélites in Amsterdam, Antwerpen, Chicago, Ljubljana, London, Madrid, Mailand, Nizza und Toronto. Im Mai 2013 verantwortete er die Kostüme für die gefeierte Uraufführung von Mieczysław Weinbergs Der Idiot in Mannheim, Regie führte Regula Gerber.

## Werke (Auswahl)
- 2019: Carmen, von Georges Bizet, Nationaltheater Mannheim[2]
- 2020: Norma, von Vincenzo Bellini, Staatsoper Hamburg[3]

## Nachweise
1. ↑  Eleonore Büning: Oper „Der Idiot“ in Mannheim: Überwältigende Schönheit, Frankfurter Allgemeine, 13. Mai 2013
2. ↑  Die Deutsche Bühne. Abgerufen am 17. März 2020.
3. ↑  NORMA – Tolle Sänger, fragwürdige Produktion. In: operngestalten. 9. März 2020, archiviert vom Original (nicht mehr online verfügbar) am 14. August 2020; abgerufen am 18. März 2020 (deutsch).

| Personendaten    | Personendaten           |
| ---------------- | ----------------------- |
| NAME             | Bauer, Falk             |
| KURZBESCHREIBUNG | deutscher Kostümbildner |
| GEBURTSDATUM     | 1967                    |
| GEBURTSORT       | Stuttgart               |